# Бакинский приборостроительный завод
Bakı Cihazqayırma Zavodu — советский и азербайджанский военный завод в городе Баку.

## История
- В 1942 году завод был в составе треста «Азнефтьмаш» под названием Бакинский инструментальный завод.
- В 1949 году завод был переведён на баланс Министерства нефтяной промышленности СССР и переименован в Бакинский приборостроительный завод.
- В 1993 году завод был передан в подчинение Государственного комитета Азербайджанской Республики по специальному машиностроению и конверсии, позже переименованный в Министерство оборонной промышленности Азербайджана.
- В 2006 года завод продолжил свою деятельность в составе Производственного объединения «Джихаз»
- В марте 2011 года президент Азербайджана Ильхам Алиев принял участие в открытии нового корпуса завода.

В 2010—2011 году завод прошёл полный капитальный ремонт, были построены новые корпуса, и завезено новое оборудование. Увеличилось количество выпускаемой продукции, а также было налажено производство и модернизация ОБТ, БТР и БМП.

## Модернизация
В 2009—2010 годы на предприятии успешно были модернизированы танки строящие на вооружении Национальной армии Т-72, бронемашины типа БТР и БРДМ, также планируется ремонт и усовершенствование бронемашин типа БТР-70 и БРДМ-2М.

## Продукция
- Marauder — 10-местный противоминный бронетранспортёр.
- Matador — 14-местный противоминный бронетранспортёр.
- Система Шимшек.